# Szielasko-Eiskappe
Die Szielasko-Eiskappe ist eine Eiskappe auf Südgeorgien. Auf der Barff-Halbinsel überdeckt sie das Hochland unmittelbar südlich der Bucht Godthul.
Der South Georgia Survey kartierte sie bei seiner von 1951 bis 1957 dauernden Vermessungskampagne Südgeorgiens. Das UK Antarctic Place-Names Committee benannte sie 1958 nach dem deutschen Arzt und Zoologen Emil Alfred Szielasko (1864–1928), dessen Schiff, der norwegische Walfänger SS Fridtjof Nansen unter Kapitän Kristian Anderssen, nach einer Kollision mit dem Nansen-Riff am 10. November 1906 gesunken war.